# روبنسون كروزو (فلم 1997)
روبنسون كروزو هو فيلم دراما ومغامرة أمريكي تم إصداره عام 1997 ، وهو من إخراج رود هاردي وجورج ميلر ، وبطولة بيرس بروسنان ، والقصة مقتبسة من رواية دانيال ديفو التي أصدرها عام 1719 وتحمل اسم روبنسون كروزو.

## قصة الفيلم
يبدأ الفيلم على دانييل ديفو الذي يعرض عليه قراءة السيرة الذاتية لمنبوذ. يأخذها على مضض ويبدأ في الانغماس في السرد.
روبنسون كروزو (بيرس بروسنان) رجل اسكتلندي نبيل لديه خبرة في البحرية الملكية والجيش البريطاني. يقتل بطريق الخطأ صديقه الدائم باتريك (داميان لويس) في مبارزة بسبب حب طفولته ماري. يأتي أشقاء باتريك ويهددون كروزو، لكنه يتمكن من كسب الوقت للهروب. يهرب كروزو عائداً إلى ماري، وينتهى به الأمر بالمغادرة لمدة عام حتى تتمكن ماري من محاولة تهدئة العلاقات مع عائلة باتريك.
ينضم كروزو إلى البحرية التجارية في نقل البضائع المتنوعة بين موانئ المحيط الهادئ والمحيط الهندي والأطلسي. ويقوم بتسجسل رحلات السفينة بناءاً على طلب القبطان حتى يتم تحطمها بسبب إعصار بالقرب من سواحل غينيا الجديدة.
في يومه الأول على الشاطئ في الجزيرة، يقوم بدفن أفراد الطاقم الآخرين الذين جرفتهم الأمواج على الشواطئ المحيطة. وفي اليوم التالي يتوجه إلى السفينة التي تطفو على الشعاب المرجانية. فيحصل على الأدوات والإمدادات والأسلحة من السفينة. ويحرر كروزو أيضا كلب القبطان سكيبر من غرفة الإمداد. بمرور الوقت يبدأ كروزو في التأقلم مع الجزيرة بينما كان يأمل في مرور سفينة أوروبية لإنقاذه. يقرر كروزو أن ينتقل إلى الداخل الجزيرة، ليبني مأوى ويزرع الطعام.
وذات يوم يسمع طبولاً مشؤومة وأصواتاً بشرية، وعند التحقيق من الضوضاء، يجد قبيلة بدائية من السكان الأصليين قي جزيرة قريبة تقدم تضحية بشرية. بعد التضحية بسجينين يتدخل كروزو بإطلاق النار من سلاحه، مما يسمح للسجين الثالث (ويليام تاكاكو) بالفرار. يلتقي لاحقاً بالشخص الهارب ويحاول مصادقته. فتمنعه الحواجز الثقافية واللغوية من التواصل قبل أن تهاجمه مجموعة من رجال القبائل ويدافع عن نفسه.
بعد أيام، يقع كروزو في فخ نصبه أحد السكان الأصليين ، فينقذه الرجل الهارب، مما يسمح لهم بالبدء في التواصل. يسمي كروز ذلك الرجل بأسم (فرايداي) ويدعو نفسه بالسيد. في غضون ستة أشهر يتعلم فرايداي أساسيات اللغة الإنجليزية، ولكن عندما يحاول كروزو تحويله إلى المسيحية يرفض ذلك وويتسبب في جدال فيما بينهم وينفصل عن كروزو. ويتسبب في عداء بينهم بعد ذلك.
يتحقق السلام في بينهم ويلتم شملهما، وينصب الاثنان فخاً لقبيلة السكان الأصليين الذين حاولوا التضحية بفرايداي من قبل. بمجرد وصولهم، يشعل كروزو فتيلًا يؤدي إلى شحنة من البارود، لكن كلبه سكيبر يلاحق بعد الفتيل المشتعل ويموت أيضاً في الانفجار. وفي جنازة سكيبر يكتسب كروزو تقديراً أعمق لديانة فرايداي.
يقرر كروزو لاحقاً مغادرة الجزيرة بسبب الهجوم الوشيك من قبل سكان القبيلة الأصليين. يرفض فرايداي الذهاب إلى بريطانيا الجديدة لأن الأوروبيين يستعبدون شعبه. يعرف فرايداي فيما بعد أن «السيد» ليس هو اسم كروزو الحقيقي، ولكنه مؤشر على الاستعباد، ومرة أخرى يترك كروزو، الذي حاول لاحقاً بناء زورق للوصول إلى بريطانيا الجديدة بنفسه.
يصل إعصار بينما أوشك كروزو على الانتهاء من قاربه. يعود فرايداي ويقبل مرافقته بعد أن قرر كروزو عدم جعله عبداً. يحاول الاثنان إنقاذ محاصيلهما والحياة البرية، لكن الإعصار يدمرهما وكذلك زورق كروزو. يقوم الرجلان بوضع الفخاخ للدفاع عن الجزيرة، لكنهما يتوقعان الموت في الدفاع.
يصل رجال القبائل بقوة كبيرة ويهجمون على مكان كروز وفرايداي. ولكن يتمكن كروزو وفرايداي من الدفاع عن الجزيرة، لكن كروزو يُصاب بسهم. قرر فرايداي محاولة إنقاذ كروزو من خلال اصطحابه إلى جزيرته الأم. عند وصوله إلى هناك، تقبض قبيلة فرايداي على كروزو معتقدين أنه جاء لاستعباد الناس. يجبروا كروزو على منازلة فرايداي في قتال حتى الموت من أجل حرية أحدهما. يتجنب فرايداي ذلك، لكن كروزو يطلب من صديقه قتله حتى يعيش. فجأة، تصل مجموعة من تجار الرقيق الأوروبيين، مما يسفر عن مقتل فرايداي. يتم إنقاذ كروزو، لكنه يتألم بموت صديقه فرايداي. يعالج تجار الرقيق جروح كروزو ويأتون به إلى لشبونة. من هناك، يبحر إلى المنزل، ويلتقي مع حبيبته ماري.
في نهاية الفيلم يخبر دانيال ديفو ناشره أنه يجب عليه كتابة قصة كروزو.